# Harmothoe longidentis
Harmothoe longidentis är en ringmaskart som beskrevs av Salazar-Silva 2003. Harmothoe longidentis ingår i släktet Harmothoe och familjen Polynoidae. Inga underarter finns listade i Catalogue of Life.